# Satoši Furukawa
Satoši Furukawa (* 4. dubna 1964, japonsky 古川 聡, Hepburnův přepis Furukawa Satoshi) japonský chirurg a astronaut, 520. člověk ve vesmíru. V roce 2011 absolvoval půlroční kosmický let na Mezinárodní vesmírnou stanici (ISS) jako člen Expedice 28/29. Na ISS se vrátil v srpnu 2023 jako člen Expedice 70, na stanici strávil dalšího půl roku.

## Vzdělání a lékařská kariéra
Satoši Furukawa se narodil v Jokohamě, vystudoval medicínu na Tokijské univerzitě – absolvoval v březnu 1989. Po škole léčil v univerzitní nemocnici, od roku 1990 byl čtyři roky chirurgem v Ústřední nemocnici prefektury Ibaragi (Ibaragi Prefecture Central Hospital), později i v jiných nemocnicích. Roku 1997 se vrátil do univerzitní nemocnice a na Tokijskou univerzitu k postgraduálnímu studiu, po třech letech úspěšně dokončeném ziskem titulu PhD.

## Astronaut
Roku 1998 se přihlásil do 4. náboru japonské kosmické agentury NASDA (v říjnu 2003 sloučena s dvěma dalšími agenturami v JAXA), úspěšně prošel všemi koly výběru a 10. února 1999 byl zařazen mezi astronauty oddílu NASDA. V dubnu 1999 – lednu 2001 absolvoval kosmonautický výcvik ve středisku JAXA v Cukubě, po jeho ukončení mu JAXA přiznala kvalifikaci astronauta.

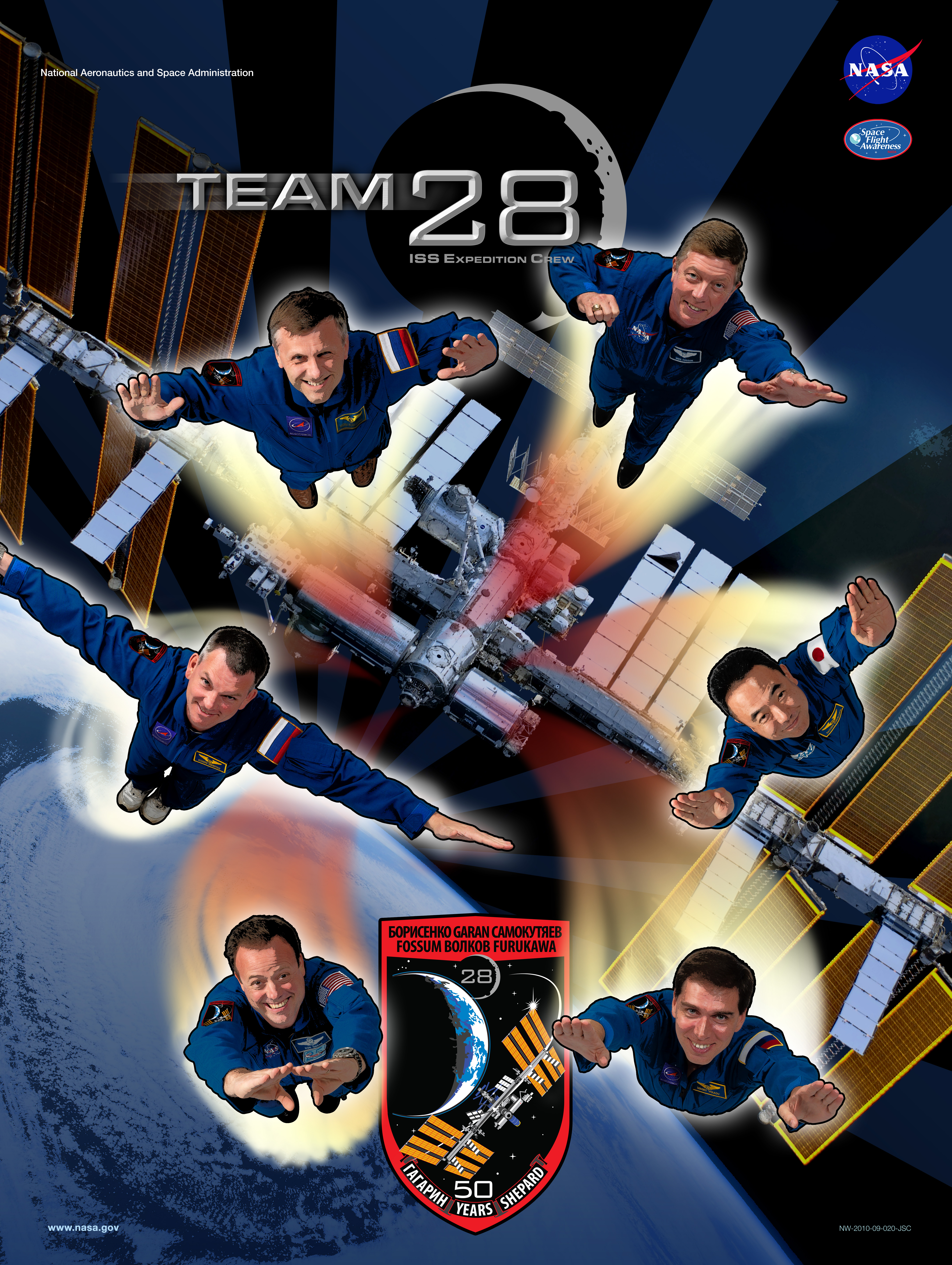
Kosmonauti Expedice 28 jako Supermani

Po zakončení základního výcviku se účastnil prací na modulu Kibó. Srpen – září 2002 strávil na stáži v Evropském astronautickém středisku v Kolíně nad Rýnem. V prvním čtvrtletí 2003 v Cukubě cvičil práci v modulu Kibó. V červenci – září 2003 se ve Středisku přípravy kosmonautů v Hvězdném městečku seznamoval s lodí Sojuz. Koncem roku 2003 se podílel na vypracování postupu připojení Kibó k ISS (včetně souvisejícího výstupu do kosmu). Poté se vrátil na výcvik do Ruska zakončený v květnu 2004 získáním kvalifikace palubního inženýra Sojuzu. Od června 2004 procházel v Johnsonovu vesmírném středisku v texaském Houstonu přípravou na let v amerických raketoplánech, kvalifikace letového specialisty mu byla přiznána v únoru 2006. V Houstonu už zůstal, věnoval se přípravě vypuštění modulu Kibó.
V květnu 2008 JAXA oznámila jmenování Furukawy náhradníkem Nogučiho v posádce Expedice 22/23 se startem v Sojuzu TMA-17 v prosinci 2009. V prosinci 2008 JAXA oznámila let Furukavy na ISS na jaře 2011. V červenci 2009 bylo zveřejněno jeho jmenování členem záložní posádky Expedice 26 (start v listopadu 2010) a hlavní posádky Expedice 28/29 se startem v květnu 2011. V říjnu 2009 NASA jeho zařazení do Expedice 28 potvrdila.

### 1. kosmický let
Ke svému prvému vesmírnému letu odstartoval v lodi Sojuz TMA-02M z kosmodromu Bajkonur 7. června 2011 v 20:13 UTC ve funkci palubního inženýra lodi společně se Sergejem Volkovem a Michaelem Fossumem. Po dvoudenním letu se 9. června Sojuz spojil s Mezinárodní vesmírnou stanicí. Na ISS pracoval ve funkci palubního inženýra Expedic 28 a 29. Po 167 dnech letu s Volkovem a Fossumem přistáli se svou lodí v Kazachstánu.

### 2. kosmický let
V roce 2020 byl nominován pro další let k ISS. Do posádky lety SpaceX Crew-7 byl jako letový specialista zařazen v druhé polovině roku 2022. Start mise z Kennedyho vesmírného střediska se po několika odkladech uskutečnil 26. srpna 2023, připojení k ISS o den později. Posádka, kterou kromě Furukawy tvořili velitelka Jasmin Moghbeliová, pilot Andreas Mogensen a letový specialista Konstantin Borisov, na ISS strávila přes půl roku, od stanice odletěla 11. března 2024 a o den později přistála u břehů Floridy po 199 dnech, 2 hodinách a 20 minutách letu.

## Osobní život
Satoši Furukawa je ženatý, má dvě děti – syna a dceru.